# 雷娜特·福格尔
雷娜特·福格尔（德語：Renate Vogel，1955年6月30日—），德国女子游泳运动员。她曾代表东德参加1972年夏季奥林匹克运动会游泳比赛，获得女子4×100米混合泳接力银牌。